# Economía de Jordania
La economía de Jordania se basa principalmente en el turismo como fuente de ingresos. Jordania es el tercer productor mundial de fosfatos, su segunda línea de ingresos, petróleo, níquel, cromo, bronce, platino y titanio.
Jordania está clasificada como mercado emergente. El PIB per cápita de Jordania aumentó un 351% en la década de 1970, disminuyó un 30% en el decenio de 1980 y aumentó un 36 % en el de 1990. 
Después del acceso al trono del rey Abdullah II en 1999, se introdujeron políticas económicas liberales. La economía de Jordania ha estado creciendo a una tasa anual del 8% entre 1999 y 2008. Sin embargo, el crecimiento se ha desacelerado al 2% después de la Primavera Árabe. El aumento sustancial de la población, junto con el crecimiento económico más lento y el aumento de la deuda pública, condujeron a un agravamiento de la pobreza y el desempleo en el país. En 2019, Jordania contaba con un PIB de 44,568 mil millones de dólares, y un PIB (PPA) de 101,738 mil millones de dólares lo que lo ubica en el puesto 89 en todo el mundo.
Jordania tiene acuerdos de libre comercio con los Estados Unidos, Canadá, Singapur, Malasia, la Unión Europea, Túnez, Argelia, Libia, Turquía [18] y Siria. Jordania es miembro del Gran Acuerdo de Libre Comercio Árabe, la zona de libre comercio euromediterránea, el Acuerdo de Agadir, y también goza de un estatus avanzado con la UE.
Los principales obstáculos para la economía de Jordania son el escaso suministro de agua, la total dependencia de las importaciones de petróleo para obtener energía, y la inestabilidad regional.  Menos del 3% de su tierra es cultivable, y el suministro de agua es limitado. La inestabilidad de algunas de sus políticas, la ineficacia de la burocracia y la insuficiente formación de la mano de obra son otras debilidades que afectan el desarrollo económico.